# 大久保利隆
大久保 利隆（おおくぼ としたか、1895年 - 1988年）は、日本の外交官。駐ハンガリー兼ユーゴスラヴィア特命全権公使や、駐アルゼンチン特命全権大使、日本アルゼンチン協会会長を務めた。

## 人物・経歴
鹿児島県出身。父大久保利貞（1846年 - 1918年）は陸軍中将で、維新の三傑の大久保利通の従弟。
1918年第一高等学校予科仏法科志望卒業。1921年東京帝国大学法学部政治学科卒業。同年外務省入省（任領事官補）。
1928年聖マウリッツィオ・ラザロ勲章（シュヴァリエー、サン、モーリス、エ、ラザル勲章）受章。1931年レオポルド勲章（シュヴァリエー、レオポール勲章）受章。1934年ルクセンブルクオーク王冠勲章（オフヰシエー、クーロンヌ、ド、シエーヌ勲章）受章。
甥の迫水久常（鹿児島出身）の岳父にあたる岡田啓介の内閣総理大臣秘書官等を経て、1937年外務省条約局第一課長。
1938年イタリア王冠勲章（コンマンドール、クーロンヌ）受章。
1941年駐ハンガリー兼ユーゴスラビア特命全権公使。
1942年ハンガリー王国功労勲章（ルミエール、クラス、ド、メリット、オングロアーズ勲章）受章。同年ハンガリー王国功労勲章（プルシエール、フラドメツトオングロアース）受章。
1944年叙従四位。1945年外務省軽井沢事務所長（特命全権公使）。
1950年国立国会図書館専門調査員。1952年駐アルゼンチン特命全権大使。1955年外務省参与。
1966年勲二等旭日重光章受章。1972年日本アルゼンチン協会会長。

## 関連文献
- 著書『フィリピン』鹿島研究所出版会、1968年
- 高川邦子『ハンガリー公使 大久保利隆が見た三国同盟　ある外交官の戦時秘話』

芙蓉書房出版、2015年。巻末に、大久保の回想録全文
- 高川邦子『ドイツ敗北必至なり　三国同盟とハンガリー公使大久保利隆』

上記の改訂版（著者は孫）、芙蓉書房出版、2023年